# SIG Sauer P230
SIG-Sauer P230 — компактний самозарядний пістолет, який був розроблений в 1977 році швейцарсько-німецькою компанією SIG Sauer. Цей пістолет був розроблений і вироблявся на німецькому філіалі компанії — Sauer & Sohn. P230, як і інші моделі SIG Sauer, перш за все відрізняється своєю надійністю та якістю деталей; невеликою віддачею.
Пістолет SIG Sauer P230 заснований на німецькому пістолеті Walther PP, який був випущений ще в далекому 1929 році. Новий пістолет SIG Sauer був розроблений спеціально для використання в цілях самооборони цивільного населення.

## Історія
Пістолет SIG Sauer P230 розроблявся протягом 1970-х років і був представлений в 1977 році. Розробка провадилась компаніями Sauer & Sohn і SIG Arms; пістолети вироблялись на заводі «Зауер» з 1977 до 1996 року. У 1996 році на зміну P230 прийшов SIG Sauer P232, який був трохи покращений в технологічному і ергономічному плані. Ця модель ще донедавна була у виробництві (до 2015 року).
P230 був розроблений як поліцейська табельна зброя і як цивільна зброя для самозахисту, яка підходить для прихованого носіння. Пістолети SIG Sauer P230 випускались під такі зразки патронів: 9×17 Браунінг; 7,65×17 HR Браунінг; 6,35×15,5 HR Браунінг; 9×18 Police-Ultra (патрон, який був розроблений в Німеччині ще 1930-х роках, знову почав використовуватись в 1970-х, оскільки вважалось, що такий патрон оптимальніший під пістолети з вільним затвором — патрон, кінець кінцем, не отримав популярності серед операторів, тому невдовзі модель під цей набій була знята з виробництва); .22 LR; а також під радянський 9×18 мм ПМ.

## Конструкція
Пістолети SIG Sauer P230 і P232 в технічному плані майже ідентичні. Пістолети P230/232 побудовані на основі автоматики з вільним затвором. Ударно-спусковий механізм куркового типу, подвійної дії, з автоматичним блокуванням ударника при не натиснутому гачку. З лівого боку руків'я знаходиться важіль безпечного спуску курка з бойового зводу. Пістолет призначений для носіння з патроном в патроннику і опущеним курком.
У стандартного варіанту затвор-кожух виготовлений зі сталі, а рамка з алюмінієвого сплаву. У варіанту P232L і затвор, і рамка виготовлені з нержавіючої сталі, тому ці пістолети важчі за стандартні на 20 %. Прицільні пристосування нерегулюємі, цілик знаходиться в пазі типу «ластівчин хвіст». Живлення здійснюється з однорядних металічних магазинів, які в своїй нижній частині мають спеціальну нішу для мізинця, що забезпечує більш комфортне утримання пістолета в руці. До особливостей самозарядних пістолетів SIG Sauer P230/232 відноситься відсутність в конструкції затворної затримки; засувка магазина знаходиться в нижній частині руків'я.

## Оператори
- Японія — використовується різноманітними поліцейськими підрозділами[1];
- Швейцарія — використовується різноманітними поліцейськими підрозділами[2];
- Велика Британія — використовується Спеціальною повітряною службою (SAS)[3];
- США — використовується різноманітними поліцейськими підрозділами[2];
- Того — використовується різноманітними поліцейськими підрозділами;
- Португалія — використовується різноманітними поліцейськими підрозділами;
- Гонконг — SIG Sauer P232 прийнятий на озброєння поліції Гонконгу[4];
- Німеччина — використовується різноманітними поліцейськими підрозділами[5]
- Іспанія — використовується Морською піхотою Іспанії.